# Boinville-le-Gaillard
Boinville-le-Gaillard is een gemeente in het Franse departement Yvelines (regio Île-de-France) en telt 496 inwoners (1999). De plaats maakt deel uit van het arrondissement Rambouillet.

## Geografie
De oppervlakte van Boinville-le-Gaillard bedraagt 12,6 km², de bevolkingsdichtheid is 39,4 inwoners per km².
De onderstaande kaart toont de ligging van Boinville-le-Gaillard met de belangrijkste infrastructuur en aangrenzende gemeenten.

## Demografie
Onderstaande figuur toont het verloop van het inwonertal (bron: INSEE-tellingen).